# Јозо Лауренчић
Јозо Лауренчић (Сплит, 4. јануар 1905 — Београд, 20. октобар 1961) био је југословенски позоришни, филмски глумац и први професор глуме на Факултету драмских уметности. Један је од оснивача Југословенског драмског позоришта у коме је био члан од 1947. године. Пре тога био је дугогодишњи члан Хрватског народног казалишта у Загребу. Такође је био председник Савеза драмских уметника.
Његови најпознатији студенти глуме били су Љуба Тадић и Бора Тодоровић. Супруга Вера била је преводилац у позоришту док је син Тони такође познати глумац.

## Филмографија
| Год.     | Назив             | Улога        |
| -------- | ----------------- | ------------ |
| 1940.-те |                   |              |
| 1947.    | Славица           | Стипе        |
| 1950.-те |                   |              |
| 1950.    | Језеро            | Исмет        |
| 1951.    | Бакоња фра Брне   | Сунда        |
| 1952.    | Хоја! Леро!       |              |
| 1952.    | Сви на море       | портир Фране |
| 1953.    | Далеко је Сунце   | Јефта        |
| 1953.    | Камени хоризонти  | Пекић        |
| 1956.    | Велики и мали     |              |
| 1957.    | Потражи Ванду Кос | Расим        |
| 1957.    | На крају пута     | Рикард Дорић |
| 1958.    | Кроз грање небо   | Рањеник      |
| 1958.    | Погубљење         |              |